# Con la London Metropolitan Orchestra
Con la London Metropolitan Orchestra es un álbum grabado por el cantautor argentino-venezolano Ricardo Montaner, Fue lanzado al mercado por la compañía discográfica WEA Latina el 31 de agosto de 1999. Como indica el título de esta producción, todas las canciones incluidas en el track-list del álbum son viejos éxitos de Montaner, pero reinterpretados en sus respectivas versiones sinfónicas, para lo cual el cantante se hizo acompañar de la Orquesta Metropolitana de Londres, resultando así, un compendio de temas ya conocidos pero vistos esta vez bajo otra óptica a nivel sonoro, también se incluye el tema inédito "El poder de tu amor". A algunas de las canciones, Ricardo Montaner decidió hacerles ligeros cambios en lo de la letra, como por ejemplo, el tema "Déjame llorar".

## Lista de canciones
1. «Tan enamorados» 4:48
2. «Ojos negros» 3:50
3. «El poder de tu amor» 4:31
4. «La cima del cielo»
5. «Me va a extrañar» 4:56
6. «En el último lugar del mundo» 4:00
7. «Será» 3:57
8. «Solo con un beso» 4:00
9. «Al final del arco iris» 4:11
10. «Castillo azul» 3:57
11. «Déjame llorar» 5:10

## Créditos y personal
- Producido por: Bebu Silvetti.
- Voz: Ricardo Montaner.
- Piano: Bebu Silvetti.
- Programación de Sintetizadores: Héctor Pineda.
- Guitarra: Manny López.
- Bajo: Julio Hernández.
- Batería: Giuseppe Cazzago.
- Percusión: Richard Bravo.
- Saxofón: Ed Calle.
- Trompeta: Jason Carder.
- Trombón: Dana Teboe.
- Oboe: Robert Weiner.
- Orquesta: London Metropolitan Orchestra.
- Asistente de Producción: Ben Georgiades.
- Ingenieros de Grabación: Steve Orchard y Alfredo Matheus.
- Ingeniero de Mezcla: Alfredo Matheus.
- Masterizado por: Ron McMaster.
- Diseño Gráfico: Sylvia Meza y Laura Cárdenas.